# Саломея Нерис
Саломея Нерис (на литовски: Salomėja Nėris, истинска фамилия – Бачинскайте, по мъж – Бучене) (1904 – 1945) е литовска поетеса. Народна поетеса на Литовската ССР (1954 – посмъртно). Носител на Сталинска премия I степен (1947 – посмъртно).

## Биография
Саломея Нерис е родена на 4 ноември (17 по ст.с.) 1904 г. в село Киршяй, Волковишкиски окръг на Сувалкска губерния (днес Вилкавишкиски район на Мариямполски окръг на Литва) в селско семейство.
Учи в средно училище в Алвите, от 1918 г. в гимназията в Мариямполе, а от 1919 г. – в гимназията във Вилкавишкис. След завършване на гимназията, през 1924 г. постъпва в каунаския Литовски университет в отделението по теология и философия; изучава литовска литература, немски език и немска литература, педагогика и психология.
През 1928 г. завършва университета. Работи като учителка, преподава немски език в гимназията в Ладзияй. През 1931 г. се премества в Каунас, където дава уроци, редактира издания на литовски приказки, сближава се с третофронтоваците – леви писатели с прокомунистически възгледи.
През 1928 г. установява контакти с нелегалната група на Литовския комсомол в каунаския Литовския университет, през 1931 г. става свръзка на Коминтерна (с псевдоним „Вирвича“), а в периода 1934 – 1936 г. осигурява канала за връзка с нелегалния комунистическа вестник „Жямайтийос теса“. През 1936 – 1937 г. е свръзка на Коминтерна с ръководителите на комунистическите партии на Литва и Полша в Париж.
В периода 1934 – 1936 г. преподава в женската гимназия в Паневежис. В края на 1936 г. се омъжва за архитекта и скулптор Бернардас Бучас и до 1937 г. живее в Париж. След завръщането си работи в гимназията в Каунас. Ражда син на име Саулюс. През 1940 г., заедно с други депутати от Народния сейм – писателите Людас Гира, Юстас Палецкис, Пятрас Цвирка и др., влиза в състава на т.нар. пълномощна делегация, която ходатайства пред Върховния съвет на СССР за приемането на Литва в състава на Съветския съюз. През 1941 г. е избрана за депутат на Върховния съвет на СССР. От трибуната на конгреса прочита „Поема за Сталин“. Пише и стихотворения, възпяващи Комунистическата партия и съветската власт, поемите „Пътят на болшевика“ (1940 г., за Владимир Ленин) и „Четиримата“ – за четири литовски комунисти, разстреляни през 1926 г.
По време на Великата отечествена война тя и синът ѝ отначало са евакуирани в Пенза, а по-късно в Уфа. След войната, в Пенза, на къщата на улица „Карл Маркс“ 7, където тя живее в периода 1941 – 1942 г., е поставена мемориална плоча.
Поетесата многократно отива на фронта, където рецитира свои стихове пред войниците от литовските части.
Саломея Нерис умира на 7 юли 1945 г. от рак на черния дроб в болница в Москва. Прахът ѝ е погребан в Пятрашюнското гробище в Каунас.
Синът на Саломея, скулпторът Саулюс Бучас, умира на 20 февруари 2007 г.

## Памет
- В Каунас в дома, в който поетесата живее през 1938 – [[1941 г., от 1962 г. работи мемориален музей „Саломея Нерис“ (клон на Музея на литовската литература „Майронис“).[5]
- На името на поетеса са наречени улица в Москва,[6] улици в Каунас, Вилнюс (на литовски: Salomėjos Nėries gatvė във Фабийонишкес) и Клайпеда.[7]
- През 1946 г. на името на Саломея Нерис е наречено средно училище във Вилнюс, сега гимназия (на литовски: Vilniaus Salomėjos Nėries gimnazija). Модерната сграда на гимназията е построена през 1952 г. През 1974 г. до училището е издигнат неин паметник.
- През1954 г. е издадена пощенска марка на СССР, посветена на Саломея Нерис.
- На името на поетесата е кръстен товарния параход „Salomeya Neris“ (Номер на ММО – 5307984), който през 1970-те години засяда в Залива на китовете на остров Итуруп.[8]

## Награди и премии
- Сталинская награда първа степен (1947 – посмъртно) – за колекцията стихотворения „Моят край“ (1946)
- Орден „Отечествена война“ I степен
- Народна поетеса на Литовската ССР (1954 – посмъртно).

## Псевдоним
За свое литературно име поетесата избира името на втората по големина литовски река – Нерис. През 1940 г. обаче тя получава писмо от своите ученици от женската гимназия в Паневежис, в което е наречена предател на родината и където, в частност, са думите: „Не смей повече да се наричаш на името на святата за нас река – Нерис.“.
След това Саломея добавя диакритичния знак над e и оттогава литературното ѝ име стана изглежда като Nėris, което повече не носи в себе си определения патриотичен смисъл. Освен това то започва да звучи странно, тъй като думата nėris на литовски означава „ковач“.

## Творчество
Стилът на творчеството на Саломея Нерис е неоромантизъм. Започва да пише стихове през 1921 г. Първите си стихотворения подписва с псевдонимите Liūdytė и Juraitė, от 1923 г. – Salomėja Nėris. Първите ѝ стихосбирки са „В ранни зори“ (на литовски: „Anksti rytą“, 1927), „Стъпки в пясъка“ (на литовски: „Pėdos smėly“, 1931). Критиката я нарича „литовската Ахматова“. През 1931 г. се присъединява към писатели, групирани около списанието с авангардна и лява демократична ориентация „Трети фронт“ („Трячас фронтас“ и писателите Казис Борута, Анастас Венцлова и др.).
Сборниците „По чупливия лед“, 1935) и „Разцъфтялият пелин“ (на литовски: „Diemedžiu žydėsiu“, 1938) са с отчетливи социални мотиви. Най-добрият от гледна точка на читателите, критиците и историците на литературата, сборник „Разцъфтялият пелин“ е награден с литовската Държавна литературна премия. Нерис пише поемите-приказки за деца „Сирак“, „Егле – кралицата на змиите“ (1940). Към съветския ѝ период принадлежат сборника „Пей, сърце, живот!“ (1943) и „Славеят не може да не пее“ (1945 г., в първоначалната си версия – „По големия път“, на литовски: „Prie didelio kelio“ е публикувана през 1994 г.).

## Преводи
На литовски език поетесата превежда произведения на Александър Пушкин, Иван Тургенев, Максим Горки, Владимир Короленко, Самуил Маршак, Анна Ахматова и др.

## Издания
- Anksti rytą. Kaunas, 1927 г.
- Pėdos smėly. Kaunas: Sakalas, 1931 г.
- Mūsų pasakos / sp. paruošė S. Nėris. Kaunas: Spindulys, 1934 г.
- Per lūžtantį ledą. Kaunas: Sakalas, 1935 г.
- Diemedžiu žydėsiu. Kaunas: Sakalas, 1938 г.
- Eglė žalčių karalienė. Kaunas: Valst. l-kla, 1940 г.
- Poema apie Staliną. Kaunas: Spaudos fondas, 1940 г.
- Rinktinė. Kaunas: Valst. l-kla, 1941 г.
- Dainuok, širdie gyvenimą: eilėraščiai ir poemos. Kaunas: Valst. l-kla, 1943 г.
- Lakštingala negali nečiulbėti. Kaunas: Valst. grož. lit. l-kla, 1945 г.
- Eglė žalčių karalienė. Kaunas: Valstybinė grožinės literatūros leidykla, 1946 г.
- Poezija: 2t. Kaunas: Valstybinė grožinės literatūros leidykla, 1946 г.
- Našlaitė. Kaunas: Valstybinė grožinės literatūros leidykla, 1947 г.
- Žalčio pasaka. Chicago, 1947 г.
- Rinktinė. Vilnius: Valstybinė grožinės literatūros leidykla, 1950 г.
- Eilėraščiai. Vilnius: Valstybinė grožinės literatūros leidykla, 1951 г.
- Poema apie Staliną. Vilnius: Valstybinė grožinės literatūros leidykla, 1951 г.
- Pavasario daina. Vilnius: Valstybinė grožinės literatūros leidykla, 1953 г.
- Poezija. Vilnius: Valstybinė grožinės literatūros leidykla, 1954 г.
- Baltais takeliais bėga saulytė. Vilnius: Valstybinė grožinės literatūros leidykla, 1956 г.
- Raštai: trys tomai. Vilnius: Valstybinė grožinės literatūros leidykla, 1957 г.
- Rinktinė. Kaunas: Valstybinė pedagoginės literatūros leidykla, 1958 г. (Mokinio biblioteka) и др.